# Ilan Chester
Ilan Czenstochowski Schaechter (Jaffa; 30 de julio de 1952), conocido simplemente como Ilan Chester, es un músico y cantautor venezolano nacido en Israel. Entre sus influencias musicales, además de la música clásica, canciones tradicionales judías, francesas e italianas, se cuentan tendencias como el bolero, la música del Caribe, el blues, el rock and roll y la música negra estadounidense; destacándose la influencia de artistas como Tito Rodríguez y los Beatles. A pesar de haberse formado artística e intelectualmente en Caracas, actualmente reside en Miami (Estados Unidos).

## Biografía

### Inicios
Descendiente de familia judeo-polaca, su nombre, Ilan, significa en hebreo literario «árbol». La familia del artista fue marcada por el Holocausto judío. Fue uno de los hijos del austríaco y líder judío Walter Czenstochowski Hecht (1924-1997).
Nació en Israel, pero cuando tenía un año de edad (en 1953) su padre fue enviado en misión diplomática a Venezuela por el Estado de Israel (creado cinco años antes, en 1948); allí se mudó la familia. Además se radicaron temporalmente en otros países de la región, como Colombia, lo cual produjo un acercamiento del pequeño Ilan a la cultura y música caribeña.
A los 3 años de edad ya podía tocar en el piano sencillas melodías judías, francesas e italianas que se escuchaban en casa. Apareció en televisión por primera vez a los 5 años de edad en el programa infantil Bambilandia, transmitido por el desaparecido canal venezolano TeleVisa. Ilan aprendía y luego ejecutaba en el piano cuanta melodía iba oyendo: desde la música que escuchaban sus padres, hasta los éxitos bailables de moda en la radio. Esa influencia, junto con la música clásica, la venezolana (como la de Simón Díaz y Magdalena Sánchez), música caribeña (como la de Tito Rodríguez y Tito Puente), la música británica (The Beatles, Yes, Jethro Tull) y la música estadounidense que en los años sesenta producía el sello Motown (Stevie Wonder, Ray Charles), creó en Ilan una impresión definitiva, generando en el joven músico una manera muy particular de expresarse en sus composiciones, en su canto y en su manera particular de tocar el piano.
A inicios de los 70, decide explorar más a fondo su talento; así es como se independiza, mudándose a vivir solo y haciendo de la música su medio de subsistencia. Durante esa época, perteneció a varios grupos musicales de la escena caraqueña, como Azúcar, Cacao y Leche, y el grupo Way, con quienes maduró musicalmente, definiendo poco a poco su estilo. Es una época de cambios en el mundo: del rock and roll, las tendencias musicales dominantes evolucionan en la dirección del movimiento hippie, que posee un fuerte contenido espiritualista.
En 1974 ―a la edad de 22 años― Ilan realiza una visita a Israel, que lo transforma profundamente. No obstante haber nacido en la religión judía (incluso fue circuncidado al nacer), ese mismo año ingresa en los hare krisna, donde rápidamente recibe la primera iniciación (donde su nombre es cambiado por Javi Das).
Srila Prabhupada ―líder de los hare krisna― recibió una carta desde Bogotá (Colombia) de unos muchachos que habían escuchado acerca de su grupo y le escribieron: «Prabhupada, mande a alguien a Colombia porque aquí no sabemos nada de Krisna». Entonces Prabhupada envió a Javi Das.
Este consiguió dar una conferencia sobre el texto sánscrito Bhagavad-guita en el planetario de Bogotá, y una de las primeras personas que quiso vivir con él en un ásram más tarde se convertiría en Bhakti Bimala Hariyan, uno de los predicadores más prolíficos de los hare krisna.
Recibe la segunda iniciación espiritual (donde es convertido en bráhmana) y pronto realiza una peregrinación a la India. A fines de 1977, ante la muerte del líder de los hare krisna, Srila Prabhupada, decide establecerse un tiempo en Inglaterra, donde participa en la agrupación de rock devocional Ananta, junto a otros músicos venezolanos e ingleses, con quienes graba tres discos: Night and daydream, Songs from the future y Adventures of the great king Ram (esta última en cooperación con varios talentos de la BBC de Londres).
En 1978 da por terminada su «aventura hindú» y regresa a Venezuela, donde graba su primer LP como solista. En 1981 ―a los 29 años de edad― forma, junto a Eduardo "Eddy" Pérez, Lorenzo Barriendos, Ezequiel Serrano y Carlos "Nené" Quintero  ―que más tarde se convertirían en la Sección Rítmica de Caracas―, el grupo Melao. Con esta banda, recorren toda Venezuela tocando rock y pop y luego participando en varios proyectos como cantante y tecladista. Graban una sola producción. El artista abulta significativamente su currículum artístico cuando se presenta Melao como la agrupación de apertura en el recital que ofreció la superbanda británica Queen en el Poliedro de Caracas (The Game Tour, el 25 de septiembre de 1981).

### Consagración
Para entonces, Ilan ―ya musicalmente maduro― obtiene la oportunidad de lanzar su carrera como solista. En 1983 ―todavía viviendo esporádicamente en Londres― trajo a Venezuela la producción Canciones de todos los días, un disco con una gran variedad de canciones excepcionales, como «Marea de la mar» ―tema musical de una telenovela― y «Canto al Ávila», canción que llegó al número 1 en la cartelera de popularidad radial. Adicionalmente, una coyuntura política (llamada Ley Uno por Uno en la época), favoreció enormemente tanto a Ilan Chéster como a otros artistas venezolanos, concediéndoles espacio radial que, de otra manera, habrían visto seriamente limitado. El público reaccionó favorablemente, apoyando comercialmente al artista, lo cual le permitió soltar con holgura todo su talento. Pop, rock, jazz y baladas muy bien estructuradas invadieron las radios de Venezuela, lo que le hizo ganar en poco tiempo el reconocimiento de todo el país como «el músico de Venezuela». A partir de ese trabajo empezó una carrera muy exitosa que lo llevó a recorrer todos los países de habla hispana.
De esta época datan sus más brillantes creaciones, como «Eres una en un millón», «Por alguien como tú», «Soledad», «Para siempre», «Sólo faltas tú», «El destino», «Un querer como el tuyo» y «Palabras del alma». Su virtuosismo, tanto para componer como para cantar y ejecutar exquisitas melodías en el piano. Recorrió Venezuela ofreciendo recitales en las principales plazas comerciales, a veces acompañado por otros talentos de su generación, especialmente de su amigo Frank Quintero, en lo que fue una verdadera época de oro para el movimiento pop venezolano.
No obstante su tremendo éxito en Venezuela, Ilan Chester se internacionaliza, llegando a ser conocido en algunos países de Latinoamérica, nuevamente a través del trampolín que representan los temas musicales de varias telenovelas. Sin embargo, el éxito internacional de Ilan no llega a ser tan significativo como los de sus compatriotas Ricardo Montaner, Yordano o Franco de Vita. Con la llegada del disco compacto y el fin de la Ley Uno por Uno, las compañías discográficas venezolanas experimentan una considerable contracción, que influye significativamente en la orientación de las composiciones del artista. Ilan lanza dos producciones originales más otra en directo, con la finalidad de cumplir su contrato, pero en ellas se nota un agotamiento, que termina por sofocarlo emocionalmente. El público no responde comercialmente ―salvo en algunos temas como «Ojos verdes»― y la relación entre el artista y sus productores se vuelve insostenible: cansado, Ilan anuncia su retiro.

### El retiro y el regreso
En el año 1996 Ilan pasa por una etapa crucial en su vida personal y decide retirarse de los escenarios pero no de la música.
Para despedirse de su público, Ilan realiza una gira nostálgica, en la cual se advierte genuinamente su deseo de retirarse a una vida más reservada. Luego de la misma y desligado de cualquier compromiso contractual, el artista dedica más tiempo a la vida familiar, al recogimiento espiritual y a explorar privadamente otras tendencias musicales.
Convencido de que la música es su vida, Ilan decide regresar a los estudios de grabación, pero siguiendo otros senderos musicales: en 1998 lanza dos producciones independientes: Bhakti (Devotional chants from India) es un tributo a sus creencias hare krisna, mientras que Cancionero del amor venezolano es un trabajo en el cual interpreta música romántica perteneciente a exponentes clásicos del folclore venezolano. El disco se convierte en un éxito y ―de manera similar a los proyectos Romance del mexicano Luis Miguel― cumple el doble propósito de dar a conocer a Ilan entre las generaciones que no lo conocen, además de revivir la popularidad de piezas clásicas venezolanas entre las generaciones más jóvenes. Obtiene ventas sin precedentes en Venezuela. A partir de esta producción, Ilan se vuelve el más exitoso productor de la nueva música venezolana.
Dándose cuenta de que un retiro definitivo es imposible para él, Ilan continúa explorando los géneros folclóricos en sus siguientes producciones, lanzando incluso un disco en vivo donde muestra parte de su nuevo estilo. Adicionalmente, el artista ha experimentado en un proyecto con la Orquesta Sinfónica Gran Mariscal de Ayacucho, y otro con canciones del conocido compositor venezolano Aldemaro Romero, lo cual da cuenta de su versatilidad musical. En 2004, lanza una nueva producción con temas propios por primera vez en seis años, titulada Así. 
Interpretando canciones tradicionales venezolanas, Ilan produce Cancionero del amor venezolano 2 y 3, Ofrenda para un niño, Corazón navideño, Ilan canta Onda Nueva, Cancionero del amor puertorriqueño, Así, y el CD Gira nacional del amor venezolano.
A finales de 2010 ganó su primer Grammy Latino por su colección Tesoros de la música venezolana. Esta colección contiene seis CD con 67 canciones y más de 40 artistas como el cuatrista Jorge Glem, el flautista Huáscar Barradas, el arpista Eduardo Betancourt y el cantautor Frank Quintero, quienes comparten con Ilan una selección de canciones de distintas regiones de Venezuela.
Ilan tiene en su carrera más de treinta discos y ha actuado en cientos de shows ante cientos de miles de personas. 

## Vida personal
Ilan vive en Venezuela, tiene una casa en la India y otra en Miami. Tiene siete hijos y dos nietas. Desde 2003 estuvo casado con Merci Mayorca hasta el fallecimiento de esta por cáncer, el 3 de marzo de 2018.
Él y su familia siguen siendo practicantes activos del movimiento hare krisna.
Uno de sus hijos, llamado Yáganat Suta, toca en la banda hare krisna Maiapuris.

La conciencia de Krisna es y ha sido siempre mi verdadera fuente de inspiración. Lo que me ha motivado a escribir canciones es el amor en el corazón de los devotos de Krisna.
Ilan Chéster

## Discografía

### En agrupaciones
| Año  | Agrupación            | Disco                            | Disquera                    |
| 1971 | Azúcar, Cacao & Leche | Azúcar, cacao & leche            | Top Hits                    |
| 1972 | Way                   | «Dulce hogar»/«Retorno» (45 rpm) | Top Hits                    |
| 1978 | Ananta                | Night and daydream               | Touchstone Sound Recordings |
| 1980 | Ananta                | Songs from the future            | Touchstone Sound Recordings |
| 1981 | Melao                 | Nuestra magia                    | Color                       |

### Como solista
| Año  | Disco | Disquera                         |
| 1978 | «Qué vacilón»/«Gusto particular» (45 rpm) | Color                            |
| 1979 | Por principio... fin | Color                            |
| 1983 | Canciones de todos los días | Philips                          |
| 1984 | Amistad | Philips                          |
| 1985 | Sólo faltas tú | Philips                          |
| 1987 | Al pie de la letra | Sonográfica                      |
| 1988 | Ilan en vivo | Sonográfica                      |
| 1990 | Opus n.º 10 | Sonográfica / CBS Columbia       |
| 1992 | Un mundo mejor | Sonográfica / Sony Music         |
| 1994 | Terciopelo | Columbia                         |
| 1995 | Ilan Chéster en vivo | Sony Music                       |
| 1998 | Cancionero del amor venezolano | (producción independiente)       |
| 1998 | Bhakti (Devotional chants from India) | Alcione Records                  |
| 1999 | Ofrenda para un niño | (producción independiente)       |
| 1999 | ¡Ilan Chester en vivo! Gira nacional del amor venezolano | CD Manía El Nacional             |
| 2000 | Sinfónico en vivo | (producción independiente)       |
| 2000 | Cancionero del amor venezolano II | (producción independiente)       |
| 2001 | Corazón navideño | Latin World                      |
| 2002 | Ilan canta Onda Nueva | (producción independiente)       |
| 2002 | Cancionero del amor puertorriqueño | (producción independiente)       |
| 2004 | Así | Sonográfica                      |
| 2005 | Cancionero del amor venezolano III | (producción independiente)       |
| 2009 | Tesoros de la música venezolana (colección de 6 CD): - Tesoros de la música venezolana: Zulia - Tesoros de la música venezolana: Costas - Tesoros de la música venezolana: Llanos - Tesoros de la música venezolana: Lara - Tesoros de la música venezolana: Andes - Tesoros de la música venezolana: Caracas | Distribución de Últimas Noticias |

### Recopilaciones
| Año  | Disco                                | Disquera                     |
| 1986 | Grandes grupos de los '60            | Top Hits                     |
| 1986 | Los ganadores de Ronda y... algo más | Sonográfica                  |
| 1987 | Premio Ronda - Tercera edición       | Sonográfica                  |
| 1989 | De donde son los cantantes           | Sonográfica                  |
| 1991 | De donde son los cantantes (vol. 2)  | Sonográfica                  |
| 1991 | Lo mejor de Ilan Chester             | Sonográfica                  |
| 1996 | Lo mejor de los 60 y 70              | Top Hits                     |
| 1999 | 32 grandes éxitos (Serie 32)         | Sonográfica/ Universal Music |
| 2006 | Hits                                 | EMI International            |

### Proyectos colectivos
| Año  | Disco                                                | Disquera                    |
| 1982 | The Great Story of King Ram (Para la BBC de Londres) | Touchstone Sound Recordings |
| 1987 | En un sótano de la Florida                           | Sonográfica                 |
| 1995 | Hey Jude, un tributo a Los Beatles                   | Sony Music                  |
| 1999 | Tocando tierra                                       | Latin World                 |

### Como invitado
| Año  | Artista                                        | Disco                                          | Disquera                 |
| 1967 | Los Memphis                                    | Los Memphis                                    | Souvenir                 |
| 1972 | Rudy Márquez                                   | Háblame suavemente                             | Top Hits                 |
| 1982 | Adrenalina Caribe                              | Pico y pala                                    | Muser Internacional      |
| 1983 | Daiquirí                                       | Daiquirí, Vol. 1                               | Sonográfica              |
| 1984 | Yordano                                        | Yordano                                        | Sonográfica              |
| 1984 | Franco de Vita                                 | Franco de Vita                                 | Sonográfica              |
| 1984 | Colina                                         | Aquí y ahora                                   | Sonográfica              |
| 1985 | Proyecto Franklin Holland                      | Al público                                     | Sonográfica              |
| 1985 | Adrenalina Caribe                              | Adrenalina Caribe                              | Sonográfica              |
| 1985 | Frank Quintero                                 | La calle del atardecer                         | Sonorodven               |
| 1986 | Yordano                                        | Jugando conmigo                                | Sonográfica              |
| 1987 | Evio di Marzo                                  | Evio di Marzo y su Adrenalina Caribe           | Sonográfica              |
| 1987 | Frank Quintero                                 | Hablando a tu sueño                            | Sonorodven               |
| 1987 | Aditus                                         | Algo eléctrico                                 | Sonográfica              |
| 1988 | Yordano                                        | Lunas                                          | Sonográfica              |
| 1988 | Cecilia Todd                                   | A tu regreso                                   | Sonográfica              |
| 1988 | Guillermo Carrasco                             | Visual                                         | Sonorodven               |
| 1989 | Wilkins                                        | Los Ángeles-Nueva York (junto a Charly García) | WEA                      |
| 1991 | Ricardo Montaner                               | En el último lugar del mundo                   | Sonorodven               |
| 1992 | Luccia                                         | Yo...                                          | Sony Music               |
| 1993 | Willy Chirino                                  | South Beach                                    | Sony Music               |
| 1996 | Varios                                         | V Festival Nuevas Bandas                       | Nuevas Bandas            |
| 1996 | Simón Díaz                                     | Duetos                                         | producción independiente |
| 2001 | Huáscar Barradas                               | Candela                                        | producción independiente |
| 2001 | Ofelia del Rosal                               | Aldemareando                                   | Latin World              |
| 2001 | Orquesta Sinfónica «Gran Mariscal de Ayacucho» | Navidad sinfónica                              | producción independiente |
| 2002 | Frank Quintero                                 | Signos de admiración                           | Latin World              |
| 2003 | Gonzalo Teppa                                  | Travesías                                      | producción independiente |
| 2004 | Voz Veis                                       | Vas                                            | Latin World              |

## Filmografía
- 1986: De cómo Anita Camacho quiso levantarse a Marino Méndez, dirigida por Alfredo Anzola.